# Psectrosema tamaricum
Psectrosema tamaricum är en tvåvingeart som först beskrevs av Jean-Jacques Kieffer 1912.  Psectrosema tamaricum ingår i släktet Psectrosema och familjen gallmyggor. Inga underarter finns listade i Catalogue of Life.